# يان شيفر
يان شيفر (بالألمانية: Janne Schäfer)‏ (و. 1981  م) هي سبّاحة ألمانية.

## روابط خارجية
- يان شيفر على موقع الاتحاد الدولي للسباحة (الإنجليزية)
- يان شيفر على موقع SwimRankings.net (الإنجليزية)